# Cramant
Cramant és un municipi francès, situat al departament del Marne i a la regió del Gran Est. L'any 2007 tenia 894 habitants.

## Demografia

### Població
El 2007 la població de fet de Cramant era de 894 persones. Hi havia 388 famílies, de les quals 105 eren unipersonals (32 homes vivint sols i 73 dones vivint soles), 138 parelles sense fills, 121 parelles amb fills i 24 famílies monoparentals amb fills.
La població ha evolucionat segons el següent gràfic:
Habitants censats

### Habitatges
El 2007 hi havia 444 habitatges, 389 eren l'habitatge principal de la família, 13 eren segones residències i 41 estaven desocupats. 400 eren cases i 40 eren apartaments. Dels 389 habitatges principals, 320 estaven ocupats pels seus propietaris, 62 estaven llogats i ocupats pels llogaters i 8 estaven cedits a títol gratuït; 1 tenia una cambra, 8 en tenien dues, 39 en tenien tres, 89 en tenien quatre i 252 en tenien cinc o més. 320 habitatges disposaven pel capbaix d'una plaça de pàrquing. A 172 habitatges hi havia un automòbil i a 188 n'hi havia dos o més.

### Piràmide de població
La piràmide de població per edats i sexe el 2009 era:
| Homes | Edats   | Dones |
| ----- | ------- | ----- |
| 0     | 95 o +  | 0     |
| 0     | 90 a 94 | 4     |
| 4     | 85 a 89 | 8     |
| 8     | 80 a 84 | 8     |
| 16    | 75 a 79 | 16    |
| 28    | 70 a 74 | 28    |
| 24    | 65 a 69 | 28    |
| 16    | 60 a 64 | 16    |
| 32    | 55 a 59 | 28    |
| 40    | 50 a 54 | 52    |
| 24    | 45 a 49 | 36    |
| 40    | 40 a 44 | 32    |
| 36    | 35 a 39 | 40    |
| 28    | 30 a 34 | 40    |
| 32    | 25 a 29 | 20    |
| 12    | 20 a 24 | 36    |
| 16    | 15 a 19 | 16    |
| 24    | 10 a 14 | 20    |
| 24    | 5 a 9   | 28    |
| 16    | 0 a 4   | 28    |

## Economia
El 2007 la població en edat de treballar era de 588 persones, 449 eren actives i 139 eren inactives. De les 449 persones actives 425 estaven ocupades (224 homes i 201 dones) i 23 estaven aturades (7 homes i 16 dones). De les 139 persones inactives 75 estaven jubilades, 37 estaven estudiant i 27 estaven classificades com a «altres inactius».

### Ingressos
El 2009 a Cramant hi havia 394 unitats fiscals que integraven 926,5 persones, la mediana anual d'ingressos fiscals per persona era de 25.413 €.

### Activitats econòmiques
Dels 31 establiments que hi havia el 2007, 7 eren d'empreses alimentàries, 7 d'empreses de construcció, 5 d'empreses de comerç i reparació d'automòbils, 1 d'una empresa de transport, 2 d'empreses d'hostatgeria i restauració, 1 d'una empresa financera, 4 d'empreses immobiliàries, 2 d'empreses de serveis, 1 d'una entitat de l'administració pública i 1 d'una empresa classificada com a «altres activitats de serveis».
Dels 11 establiments de servei als particulars que hi havia el 2009, 1 era una oficina de correu, 1 una oficina bancària, 2 paletes, 2 fusteries, 1 lampisteria, 2 electricistes, 1 perruqueria i 1 restaurant.
Dels 3 establiments comercials que hi havia el 2009, 1 era una botiga de més de 120 m², 1 una botiga de menys de 120 m² i 1 una botiga de mobles.
L'any 2000 a Cramant hi havia 241 explotacions agrícoles que ocupaven un total de 545 hectàrees.

## Equipaments sanitaris i escolars
El 2009 hi havia 1 escola maternal i 1 escola elemental.

## Poblacions més properes
El següent diagrama mostra les poblacions més properes.